# Minicicciolo

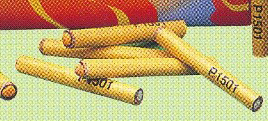
Miniciccioli sfusi

Il minicicciolo è un piccolo petardo contenente poca materia attiva, annoverato nella categoria 2 dei fuochi pirotecnici.
È vendibile esclusivamente ai maggiori di 18 anni.

## Caratteristiche
È costituito da un piccolo tubo di cartone (0,5 cm di diametro e 4,5 cm di lunghezza) chiuso a un'estremità da un blocco in gesso. All'interno vi è il materiale attivo, consistente in 0,05 g di polvere flash, equivalenti a un potere calorifico di circa 400 J, preceduta da una quantità minore di polvere nera ad effetto rallentato per l'anti-esplosione immediata.
La parte di accensione è costituita da una miccia.
Non è più in uso la capocchia a sfregamento da accendere su una superficie ruvida o con una fiamma.

## Minicicciolo doppio
Si differenzia dal minicicciolo "classico" per il fatto che è più lungo ed ha un effetto di doppio colpo. Al centro del tubo di cartone c'è un altro blocco in gesso che separa due parti contenenti polvere da sparo, collegate tra di loro con una finissima miccia, la quale, dopo l'esplosione della prima metà dell'artifizio, infiamma la seconda metà facendola esplodere. Si vende solitamente, in confezioni da 40 pezzi.